# Аменокагу
Аменокагу (яп. 天香久山, あめのかぐやま аменокагу-яма, «гора небесных ароматов») — гора в Японии на территории города Касихара, в центрально-западной части префектуры Нара. Высота составляет 152,4 м.
Вместе с горой Унэби и горой Миминаси относится к так называемым «трём горам Ямато». Состоит из горной породы габбро. Является бывшей частью горного массива Томинэ хребта Рюмон, от которого выделилась в процессе эрозии. В отличие от остальных «гор Ямато», является горой невулканического происхождения.
У западного подножия горы расположены руины Императорского дворца древней Японской столицы Фудзивара.
Гора воспета в древних японских песнях и преданиях, в частности, в произведениях первого японского поэтического сборника «Манъёсю».